# 尤瓦尔迪
尤瓦尔迪是美国得克萨斯州的一座城市，尤瓦尔迪县县治，以原科阿韦拉总督胡安·德·乌加尔德命名，2020年人口15,217。
2022年5月24日，當地的洛伯小學（Robb Elementary School）發生大規模槍擊案，一名18歲的嫌犯以步槍行兇，造成19名學童、2名成人死亡，後被警方擊斃。